# لاسا التبتية
لهجة لاسا التبتية أو التبتية القياسية هي لهجة معيارية من اللغات التبتية [الإنجليزية] يتحدث بها سكان لاسا، عاصمة منطقة التبت ذاتية الحكم. وهي لغة رسمية لمنطقة التبت ذاتية الحكم.
في التصنيف التقليدي "ثلاثي الفروع" للغات التبتية، تنتمي لهجة لاسا إلى فرع التبتية الوسطى [الإنجليزية] (اللغتان الأخريان هما لهجة كامس التبتية [الإنجليزية] وأمدو التبتية [الإنجليزية]). من حيث الفهم المتبادل، يستطيع متحدثو لهجة كامس التبتية التواصل بشكل أساسي مع لهجة لاسا التبتية، بينما لا يستطيع متحدثو أمدو ذلك. تطورت لهجتا لاسا وكامس التبتية لتصبحا لهجتين نغميتين [الإنجليزية]، ولا تحتفظان بمجموعات الحروف الساكنة في بداية الكلمة، مما يجعلهما بعيدتين جدًا عن التبتية الكلاسيكية [الإنجليزية]، خاصةً عند مقارنتهما بلهجة أمدو التبتية الأكثر محافظة.

## وصلات خارجية
- مركز اللغة والثقافة والادب التبتي